# Eriocnemis vestita
Calçadinho-reluzente ou calçudo-reluzente (Eriocnemis vestita, antes Eriocnemis vestitus) é uma espécie de ave da família Trochilidae (beija-flores).
Pode ser encontrada nos seguintes países: Colômbia, Equador, Peru e Venezuela.
Os seus habitats naturais são: regiões subtropicais ou tropicais húmidas de alta altitude e florestas secundárias altamente degradadas.